# Devonia
Devonia är ett släkte av musslor som beskrevs av Winckworth 1930. Devonia ingår i familjen Montacutidae.
Släktet innehåller bara arten Devonia perrieri.